# Loa (literatura)
Loa (hiszp.) – prolog w dawnym dramacie hiszpańskim, który zawierał pochwałę autora, widzów, aktorów lub miejscowości, w której wystawiano sztukę. Na początku miała charakter prozaiczny, później wierszowany.